# パチスロリッジレーサー2
『パチスロリッジレーサー2』は、2009年11月に発売されたパチスロ機（5号機）。製造元はニイガタ電子精機、開発支援が山佐。正式な形式名はパチスロリッジレーサー2E。
前作パチスロリッジレーサー同様、バンダイナムコゲームス（後のバンダイナムコエンターテインメント）のレースゲームである『リッジレーサー』を基にしたタイアップ機。

## 概要
- 前作はボーナスとARTによってコインを増やすシステムであったが、今作はRTやARTはなく(演出用RTはあるが)BIGとREGの2種類のボーナスでコインを増やすというシンプルなシステムに変更された。

- 前作は6段階設定であったが、今作は4段階設定である。

- 演出や役構成は前作とほぼ同じである。リール配置は4thリールのみ変更があり、ボーナスを揃える際に4thリールも目押しの必要がある。

## ボーナス
- 7-7-7-7(7の4つ揃い)でBIGボーナス。最大402枚獲得できる。

- 7-7-7-BARでREGボーナス。最大63枚獲得できる。

2種のボーナス共に1回14枚役を獲得することで最大枚数獲得できる。

## 倍率システム
前作同様、4thリールは倍率図柄で構成されていて、3リールまでで小役が揃った場合は4thの倍率によって獲得枚数とボーナスとの重複期待度が変わる。リプレイも同様に倍率によって重複期待度が変わる。なお、高倍率のリプレイの場合は最大4Gの演出用のRTに突入する。

## 兄弟機
- パチスロリッジレーサー2(Eなし)

約1年前に直営店1店のみに導入したテスト機種。詳細は不明だがシステムはこの2Eとほぼ同じである。
- パチスロリッジレーサー447

直営店も含めて数店舗導入されているバージョンで、基本的には2Eと同じだがビッグの最高獲得枚数が447枚と5号機では多い。